# Sinagoga Tiféret Israel (Venezuela)

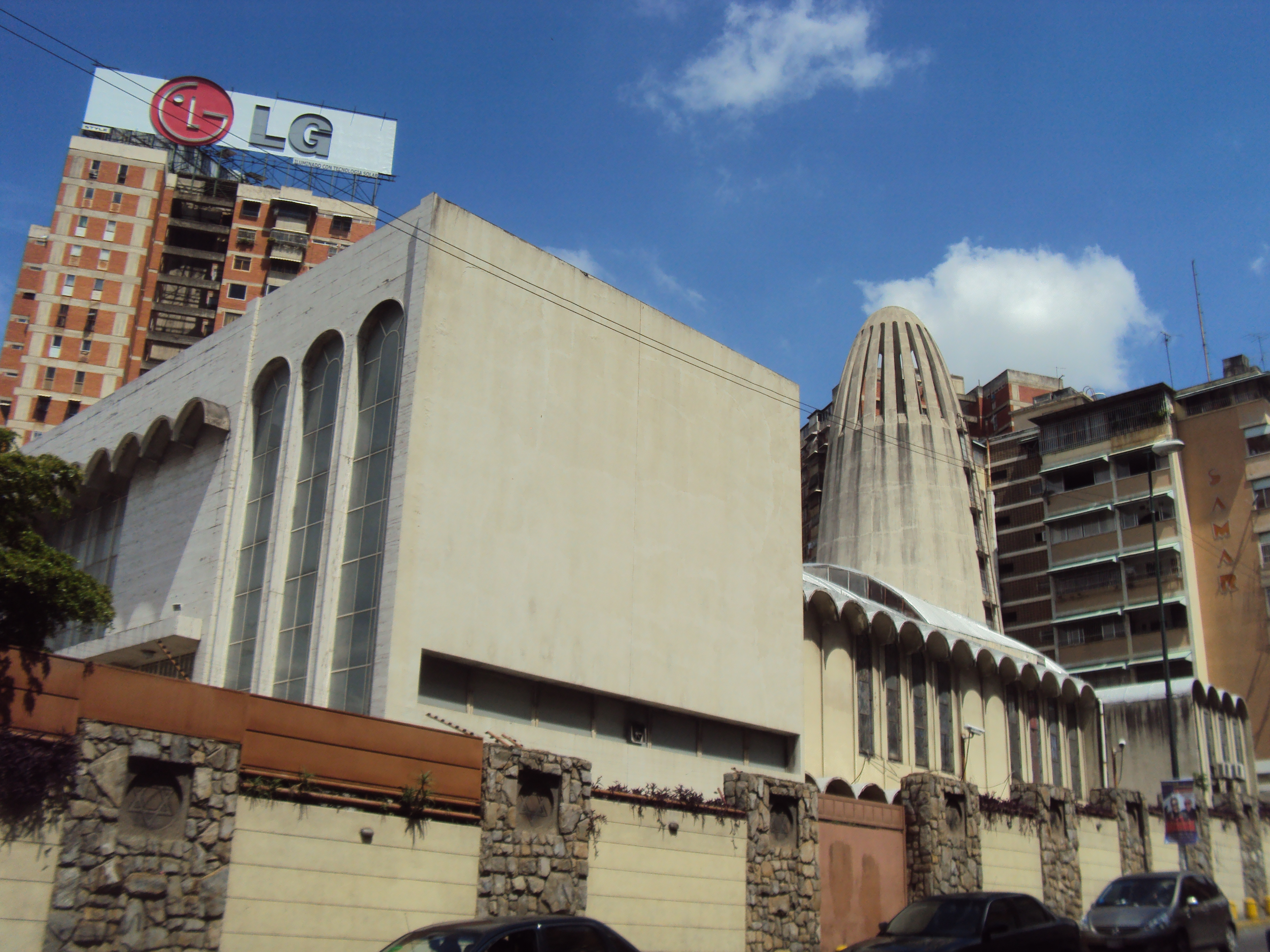
Gran Sinagoga Tiféret Israel de Caracas.

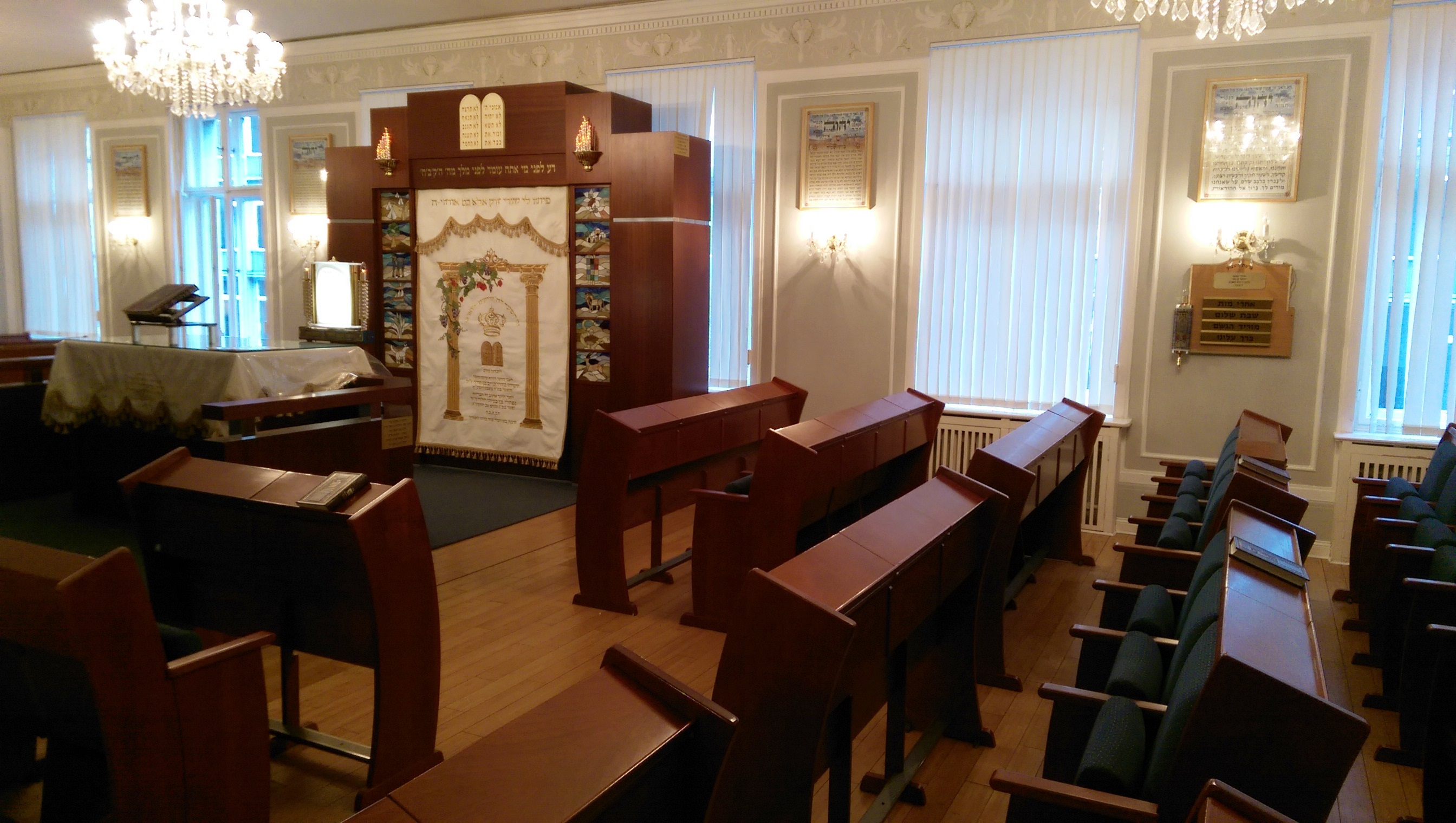
Sinagoga Tiféret Israel, Caracas, Venezuela.

La sinagoga Tiféret Israel es un templo religioso ubicado en la Parroquia El Recreo del Municipio Libertador, cercano a la Plaza Venezuela de la ciudad de Caracas, capital de Venezuela. Es también la sede de la Asociación Israelita de Venezuela.

## Historia
"Los judíos que llegaron a Venezuela procedentes de Marruecos  desde 1890 comenzaron a reunirse en hogares para tener servicios del Sabbath. Los hogares fueron proporcionados por el Sr. Pariente.
Y el Sr. Menajem Coriat, que sirvió de hazzan.En 1894, el Sr. Jacobo Pariente adquirió el primer Sefer Torá para la comunidad con motivo de las festividades de Rosh Hashaná. El 22 de febrero de 1907, la Sociedad Sefardí de Beneficencia fue fundada, marcando el principio del kehillah sefardí. Tenía 178 miembros de los 230 judíos en el país. El objetivo de la sociedad era ayudar a los nuevos inmigrantes judíos en Venezuela, a los judíos de todo el mundo y, cuando era necesario, a los no judíos también. Posteriormente el nombre fue cambiado a Sociedad Benéfica Israelita y por algunos años fue la única organización que representó a los judíos en Venezuela. El 13 de marzo de 1907, la primera junta directiva de la sociedad decidió alquilar una casa con el fin de tener un lugar para reunirse y construir una sinagoga. Los Sres. Elias J. Ettegui, J.A. Levy y Alejandro Mondolfi fueron asignados para localizar una casa adecuada dentro de su presupuesto de Bs. 250. Este proyecto fue un fracaso y fue sólo en 1919, más de 10 años después, que otro grupo de la gente intentó y logró organizar la comunidad. En ese año se estableció la Sociedad Israelita de Venezuela que en algún momento se convirtió en la Asociación Israelita de Venezuela (AIV). Hasta 1930, los servicios todavía se llevaban a cabo en casas particulares, tanto en Caracas como en las ciudades cercanas. En Caracas se realizaron servicios en la casa de Menajem Coriat y en la casa de Isaac R. Benarroch. En el puerto de La Guaira, los servicios se llevaron a cabo en la casa de D. David Nahon. En Los Teques, los servicios se llevaron a cabo en la casa de Abraham Benchimors. La fusión de todos estos lugares el 29 de junio de 1930 tuvo lugar "con el propósito de fundar una sinagoga en esta ciudad". En 1934, los miembros de la Sociedad Benéfica Israelita se reunieron y crearon la Asociación Israelita de Venezuela (Carciente, 1980)".
En 1939 se terminó la sinagoga de El Conde. Muchas personas ayudaron en la construcción de la sinagoga, como D. Elías Benaim, León Taurel, José d. Bendayan y José M. Benarroch. 
Años más tarde, "el día 13 de abril de 1954, un Decreto Ejecutivo anunció la prolongación de las obras de la Avenida Bolívar y, por consiguiente, la inminente desaparición de la Sinagoga de El Conde, sinagoga que por más de 30 años había constituido el  hogar espiritual de la comunidad sefardí de Caracas.
Este acontecimiento , lejos de amilanar a la comunidad, entonces presidida por el Sr, Isaac Mamán, la pone en intensa actividad y una comisión integrada por los Sres. León Jacobo Taurel y José Sabal es encargada de realizar las gestiones relativas a la venta del inmueble afectado y de buscar y adquirir una nueva área adecuada para la construcción de la nueva sede.
Apenas transcurridos seis meses, la asamblea del 12 de octubre de  1954 , presidida por el Sr. José Albo, autoriza la compra del terreno en la Urbanización Maripérez de Caracas, con objeto de construir una sinagoga que reemplazará a la que estaba ubicada en el sector de El Conde, que tuvo que ser demolida como parte de la construcción de la Avenida Bolívar, la principal de la ciudad.
donde se levanta la actual Sinagoga, y comisiona a los Sres. León Jacobo Taurel y José Behar para adelantar los estudios pertinentes a la construcción.
Gracias a la gestión de las personas comisionadas, el proyecto de obra adelanta rápidamente y así se llega al domingo 3 de junio de 1956, fecha en que se coloca la primera piedra de la nueva Sinagoga. Recuerdo de ese histórico momento es la fotografía que se publicó en la Revista "Maguen" (Boletín Mensual de la Asociación Israelita de Venezuela, Tamuz. A.V 5730, Número Tres, páginas 12 y 13.). En ella vemos al Sr. León J. Taurel, entonces Presidente de la Asociación Israelita de Venezuela, colocando, ante la expectación de una numerosa concurrencia, la primera piedra de la que habría de ser la Sinagoga "TIFÉRET ISRAEL".      
En 1963 fue formalmente inaugurada y abierta al público, y desde entonces ha servido como templo religioso de la comunidad hebrea de Caracas. Durante la década de 1950, muchos judíos de Marruecos, Siria y Egipto vinieron a Venezuela. Muchos de ellos construyeron sus propias sinagogas, pero todos estos miembros están afiliados con el Gran Sinagoga "Tiferet Israel", que fue y sigue siendo el núcleo de la Sefardí Kehillah
A finales de enero de 2009, la sinagoga fue profanada, causando destrozos en las áreas de rezos y oficinas administrativas. Los daños fueron reparados, y las investigaciones determinaron que se trató de un robo por el que fue condenada a prisión una exfuncionaria del CICPC. En total el ministerio público acusó a 6 personas (3 civiles y 3 expolicías), mientras que el Tribunal 5° de Juicio del Área Metropolitana de Caracas los condenó por robo agravado, acto de desprecio contra culto y asociación para delinquir.

## Galería

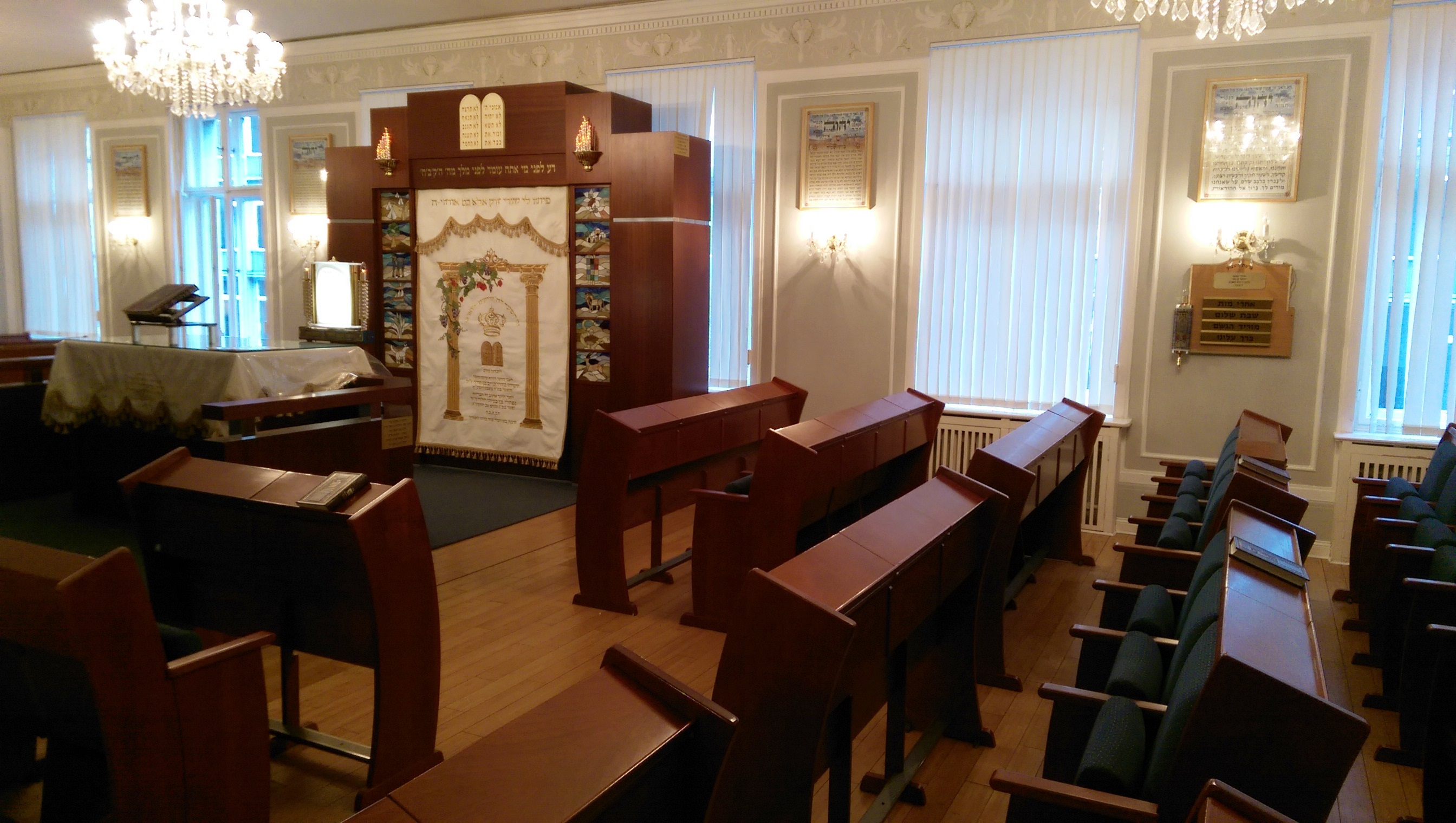